# Nello Bemporad
Nello Bemporad (Firenze, 1915 – Firenze, luglio 1985) è stato un architetto e funzionario italiano.

## Biografia
Nello Bemporad, nato in una famiglia ebrea di piccoli commercianti emigrata a Firenze dalla Maremma, frequentò qui il liceo artistico e poi l'Istituto superiore di architettura di Firenze, dal 1936 trasformato in facoltà di architettura della Regia Università degli Studi. Nel biennio 1938-1939, a seguito dell'emanazione delle leggi razziali che ridussero molte delle ordinarie attività consentite agli ebrei, fu costretto a condurre rapidamente a termine i corsi, conseguendo nel 1939 la laurea con Raffaello Fagnoni. Presso lo studio di Fagnoni fu aiuto-architetto fino alla fine del 1943, quando fu costretto a fuggire da Firenze, rientrandovi nell'agosto del 1944, dopo la Liberazione.
Nel quadro delle emergenze ricostruttive della città, Bemporad si interessò dei danni causati dalla guerra e ricoprì dal novembre del 1944 il ruolo d'architetto presso la MFFA (Monuments, Fine Arts and Archives Subcommission), la commissione d'arte alleata che operava d'intesa con la Soprintendenza ai monumenti di Firenze. Seguì la collaborazione con quest'ultima, come salariato temporaneo dall'aprile del 1948 al dicembre del 1949, e dal primo gennaio 1950 fu assunto con la qualifica di architetto aggiunto in prova dall'amministrazione delle antichità e belle arti del Ministero della pubblica istruzione.
Partecipò attivamente alla ricostruzione delle aree distrutte intorno a Ponte Vecchio; l'intervento in forme rinnovate della porzione del Corridoio vasariano fra la Torre de' Mannelli e la torre de' Rossi, svolto in collaborazione con Guido Morozzi, fu il primo restauro da lui eseguito dopo gli eventi bellici; ad esso seguirono dal 1944 al 1949 numerosi restauri per danni di guerra, sia in città che in provincia; in quegli anni fu inoltre docente incaricato dell'insegnamento di storia dell'arte presso l'Accademia di belle arti di Firenze e assistente volontario di composizione architettonica presso l'Università di Firenze. Bemporad curò vari interventi condotti alla metà del Novecento al campanile della chiesa di San Donnino a Villamagna, al forte di Belvedere, al palazzo Datini e al chiostro romanico della cattedrale di Prato. In essi egli adottò criteri rispondenti alla teoria ed alla pratica diffuse dalla coeva letteratura sul restauro. Il grado d'intervento eseguito raggiunge in tutti i casi realizzati la condizione del "ripristino", nel tentativo di restituire forma originaria ed efficienza funzionale al manufatto. La prassi adottata da Bemporad negli interventi condotti e pubblicati lungo il decennio 1950-1960 riflette le azioni approvate e partecipate dall'istituzione di tutela per cui operava, concretizzando aspetti della materia teorizzati e in gran parte condivisi dagli addetti. I suoi intenti teorici e pratici si allinearono a quelli resi noti dall'opera teorica di Alfredo Barbacci, soprintendente ai monumenti di Firenze dal 1952 al 1960, ispirata ai principi del restauro "scientifico-filologico" già teorizzato sullo scorcio del XIX secolo da Camillo Boito e proseguito nell'opera di Gustavo Giovannoni nella prima metà del Novecento. Bemporad trasse da Barbacci i criteri essenziali per le soluzioni tecnico-operative e ne ribadì il pensiero critico a proposito di temi quali la figura del restauratore, il fondamentale ruolo dell'immagine del manufatto a seguito dell'opera di ripristino, l'ambientamento urbano in termini di contestualizzazione.
Nel 1958 sostenne gli esami per l'abilitazione all'esercizio della libera docenza in restauro dei monumenti, conseguita il 17 aprile del 1959 con decorso quinquennale. Insegnò presso l'Università di Firenze negli anni seguenti, portando nella didattica le proprie esperienze condotte sul campo, che provvide a commentare quasi sistematicamente in pubblicazioni specialistiche.
Nel 1958 fu incaricato dalla Cassa di Risparmio di Firenze di operare un restauro di completamento nella sede centrale di via Bufalini, appena ampliata da Giovanni Michelucci. L'intervento, attuato in collaborazione con l'amico Enzo Vannucci per la parte statico-strutturale, fu completato nel dicembre del 1960.
Nel corso del 1960 si trasferì a Pisa per la reggenza della Soprintendenza ai monumenti e alle gallerie di Pisa, dove rimase fino al 1963.
Il trasferimento ad altra sede costrinse Bemporad a provvedere a più cantieri aperti tra Firenze, Prato, Siena e Pisa: in particolare ai lavori di ricostruzione della casermetta sugli spalti del forte di Belvedere di Firenze, all'opera di ripristino del chiostro della cattedrale di Prato, alle opere propedeutiche al restauro del palazzo Tolomei di Siena. Durante gli anni pisani s'interessò ai problemi statici della torre di Pisa e redasse un progetto di consolidamento in collaborazione con l'architetto Vannucci.
Dal febbraio del 1964 tornò alla Soprintendenza alle gallerie di Firenze con l'incarico specifico di dirigere presso gli Uffizi un ufficio-studi deputato alla predisposizione di un programma di riordinamento complessivo della galleria. In questa sede elaborerà il progetto per la nuova disposizione delle sale e per il nuovo assetto del piazzale con l'ingresso da piazza Castellani che sarà presentato nel 1965 e successivamente indicato come "Grandi Uffizi". Nel 1964 fu invitato a far parte del comitato organizzatore e di allestimento della II Mostra internazionale del restauro monumentale (Venezia, 1964), allestita a palazzo Grassi in occasione del II Congresso internazionale degli architetti e tecnici dei monumenti, organizzato dall'ICOMOS.
Dal dicembre del 1970 fu trasferito alla Soprintendenza ai monumenti di Firenze presso la quale assunse nel 1973 il titolo di soprintendente, conservato sino al 1982, quando subentrò Angelo Calvani. I nove anni trascorsi nella posizione dirigenziale lo videro attuare molti degli interventi "di transizione" programmati per la Galleria degli Uffizi; è in questi anni che la Soprintendenza ai monumenti attuò i restauri della Villa medicea di Poggio Imperiale di Firenze, del monastero di Santa Maria e Brigida al Paradiso di Firenze, della chiesa di San Jacopo a Ripoli e di Santa Maria a Settignano, dell'ex chiesa di San Pancrazio.
Dimessosi dall'Ordine degli architetti della Provincia di Firenze nel 1983, fu collocato a riposo dal Ministero per i beni culturali nel maggio del 1985. Scomparve nel luglio dello stesso anno.